# Vinny Burns
Vinny Burns (Oldham, 4 aprile 1965) è un chitarrista inglese.
Burns è cofondatore del progetto Dare assieme a Darren Wharton. Si è esibito con questa formazione dal 1985 al 1992, per lasciare il gruppo dopo due album fondando con Gary Hughes i Ten. Con loro ha pubblicato sei album, quattro EP ed un disco registrato dal vivo.
È stato anche componente degli Asia, Ultravox, Bob Catley, Hugo, FM, The Ladder, Phoenix Down e dei suoi Burns Blue.
Dal 2010 è tornato ad esibirsi anche con i Dare.
Attualmente milita nella band Three Lions con Greg Morgan alla batteria e Nigel Bailey al basso e voce.

## Discografia

### Dare
- 1989 - Out of the Silence
- 1991 - Blood from Stone
- 2016 - Sacred Ground

### Ultravox
- 1994 - Ingenuity

### Ten

#### Album in studio
- 1996 - Ten
- 1996 - The Name of the Rose
- 1997 - The Robe
- 1999 - Spellbound
- 2000 - Babylon
- 2001 - Far Beyond the World

#### Album dal vivo
- 1998 - Never Say Goodbye

#### EP
- 1996 - The Name of the Rose
- 1997 - The Robe
- 1997 - You're In My Heart
- 1999 - Fear the Force

### Hugo
- 1997 - Hugo

### Bob Catley

#### Album in studio
- 1998 - The Tower
- 1999 - Legends
- 2001 - Middle Earth

#### Album dal vivo
- 1999 - Live at the Gods

### Solista
- 1999 - The Journey

### Burns Blue
- 2003 - What If...

### The Ladder
- 2004 - Future Miracles

### Three Lions
- 2013 - Three Lions